# Метод комплексних статистичних коефіцієнтів

## Метод комплексних статистичних коефіцієнтів
Метод комплексних статистичних коефіцієнтів - статистичний метод, який застосовується для встановлення рейтингу об’єкта оцінки у його сукупності.

Розроблено д.е.н., професором Омеляном Івановичем Кулиничем у 1979 р.

## Функції методу
З метою формування інформаційного забезпечення для прийняття обґрунтованих управлінських рішень на основі встановлення рейтингових значень результатів господарської діяльності на мікроекономічному рівні, показників соціально-економічного розвитку регіонів, країн у міжрегіональному (міждержавному) порівнянні – на макроекономічному, а також з метою оцінювання рівня виконання завдань (прогнозів), планів, нормативів, доцільно застосовувати метод комплексних статистичних коефіцієнтів. 

Основні функції методу:
- комплексне оцінювання економіки України в міжнародному порівнянні;
- визначення рейтингу регіонів за результатами їх соціально-економічного розвитку;
- оцінювання результатів діяльності місцевих органів виконавчої влади за даними про виконання завдань, планів чи нормативів;
- оцінка результатів господарсько-фінансової діяльності підприємств, установ та організацій;
- оцінка стійкості курсу валют та ефективність їх обміну (купівлі/ продажу), яка ґрунтується на протиріччі інтересів банків та приватних осіб;
- оцінка виконання планів виробництва (поставок) продукції чи послуг;
- оцінка рівномірності виконання планів виробництва (поставок) продукції чи послуг;
- оцінка відносних величин динаміки та виконання планових показників господарсько-фінансової діяльності;
- оцінка стійкості курсу акцій і цінних паперів.